# Rita Coolidge
Rita Faye Coolidge (ur. 1 maja 1945 w Lafayette, w Tennessee) – amerykańska piosenkarka country i aktorka pochodzenia czirokeskiego. Dwukrotna laureatka nagrody Grammy.

## Kariera
Absolwentka Florida State University. Początkowo występowała razem z siostrami, Priscillą i Lindą w trio The Coolidge Sisters. Po amatorskich występach w okolicach Memphis została odkryta przez duet Delaney & Bonnie, z którymi wjechała do Los Angeles. Stała się tam popularną piosenkarką towarzyszącą innym artystom w nagraniach. Śpiewała m.in. u Leona Russella, Joe Cockera, Boba Dylana, Jimiego Hendrixa, Erica Claptona, Dave’a Masona, Harry’ego Chapina, Grahama Nasha i Stephena Stillsa. Towarzyszyła Joe Cockerowi w trasie koncertowej Mad Dogs and Englishman, uwieńczonej nagraniem albumu koncertowego o tym samym tytule. Otrzymała wtedy przydomek „Delta Lady”, czym zainspirowała Russella do napisania utworu pod tym tytułem.
W latach 70. występowała z Krisem Kristoffersonem, z którym wzięła ślub w 1973 r. Wspólnie zdobyli dwie nagrody Grammy: w 1974 za From the Bottle to the Bottom i w 1976 za Lover Please. Największy sukces odniosła w latach 1977–1978, kiedy na listach przebojów pojawiły się wykonywane przez nią remaki utworów innych wykonawców: (Your Love Keeps Lifting Me) Higher and Higher Jackie Wilsona, We’re All Alone Boza Scaggsa, The Way You Do The Things You Do The Temptations i You Marcii Hines.
W 1997 roku razem z siostrą Priscillą i jej córką Laurą Satterfield założyła trio Walela wykonujące muzykę indiańską.
Była jedną z pierwszych prowadzących programy w stacji VH1.
Utwór All Time High został wykorzystany jako motyw główny w filmie Ośmiorniczka o przygodach Jamesa Bonda.

## Życie prywatne
Ze związku z Kristoffersonem ma córkę, Casey, urodzoną w 1974. W 2004 poślubiła japońskiego naukowca, Tatsuya Suda. Mieszka w Fallbrook.
W 2016 wydała autobiografię, Delta Lady: A Memoir.

## Albumy

### solowe
- 1971 Rita Coolidge
- 1971 Nice Feelin'
- 1972 The Lady’s Not for Sale
- 1974 Fall into Spring
- 1975 It’s Only Love
- 1977 Anytime...Anywhere
- 1978 Love Me Again
- 1979 Satisfied
- 1980 Greatest Hits
- 1981 Heartbreak Radio
- 1983 Never Let You Go
- 1984 Inside the Fire
- 1990 Fire Me Back
- 1991 Dancing with an Angel
- 1992 Love Lessons
- 1993 For You
- 1995 Behind the Memories
- 1996 Out of the Blues
- 1998 Thinkin’ About You
- 2005 And So Is Love
- 2012 A Rita Coolidge Christmas

### z Krisem Kristoffersonem
- 1973 Full Moon
- 1974 Breakaway
- 1978 Natural Act